# 恋する天気図
『恋する天気図』（こいするてんきず）は、堀江由衣の8作目のシングル。2007年8月17日、スターチャイルド（キングレコード）より発売。初回限定盤はデジパック仕様・プロモーションビデオDVD付き。

## 収録曲
1. 恋する天気図
作詞：只野菜摘、作曲・編曲：古池孝浩
2. えいえんの丘
作詞：比留間徹、作曲：小池修也・須田悦弘、編曲：センチメンタル・シティ・ロマンス&野口明彦
3. 恋する天気図（off vocal version）
4. えいえんの丘（off vocal version）

## タイアップ
| 曲名         | タイアップ                                   |
| ------------ | -------------------------------------------- |
| 恋する天気図 | アニメ『ながされて藍蘭島』エンディングテーマ |

## 収録アルバム
| 曲名         | 収録アルバム   | 発売日        | 備考                  |
| ------------ | -------------- | ------------- | --------------------- |
| 恋する天気図 | 『Darling』    | 2008年1月30日 | 6thオリジナルアルバム |
| 恋する天気図 | 『BEST ALBUM』 | 2012年9月20日 | 2ndベストアルバム     |
| えいえんの丘 | アルバム未収録 |               |                       |